# 13087 Шастельлюкс
13087 Шастельлюкс (13087 Chastellux) — астероїд головного поясу, відкритий 30 липня 1992 року.
Тіссеранів параметр щодо Юпітера — 3,295.